# Jim Whyte
Jim Whyte (Kylsith, 29 settembre 1944) è un ex calciatore scozzese, di ruolo difensore.

## Carriera

### Club
Formatosi nel Kilsyth Rangers, nel 1965 passa all'Aberdeen, con cui Whyte esordisce nella massima divisione scozzese nella stagione 1965-1966, ottenendo con il suo club l'ottavo posto finale. L'anno dopo ottiene in campionato il quarto posto e raggiunge la finale dalla Scottish Cup 1966-1967, persa contro il Celtic.
Nell'estate 1967 con il suo club disputò il campionato nordamericano organizzato dalla United Soccer Association: accadde infatti che tale campionato fu disputato da formazioni europee e sudamericane per conto delle franchigie ufficialmente iscritte al campionato, che per ragioni di tempo non avevano potuto allestire le proprie squadre. L'Aberdeen rappresentò i Washington Whips, vincendo la Eastern Division, qualificandosi per la finale. La finale vide i Whips cedere ai Los Angeles Wolves, rappresentati dai Wolverhampton.
Nei rimanenti anni di militanza all'Aberdeen ottiene un quinto posto nella stagione 1967-1968 e la vittoria della Scottish Cup 1969-1970 contro il Celtic.
Nel 1970 passa al Kilmarnock con cui nella Scottish Division One 1970-1971 ottiene il tredicesimo posto in campionato. Retrocede con il suo club in cadetteria nella stagione 1972-1973, ritornando in massima serie grazie al secondo posto ottenuto nella Scottish Division Two 1973-1974. Nell'ultima stagione con il Kilmarnock retrocede nuovamente in cadetteria. Whyte chiuderà la carriera al Kirkintilloch Rob Roy. 

### Nazionale
Ha giocato due incontri nella Nazionale Under-23 di calcio della Scozia.

#### Cronologia presenze e reti in Nazionale
| Cronologia completa delle presenze e delle reti in nazionale ― Scozia under 23 | Cronologia completa delle presenze e delle reti in nazionale ― Scozia under 23 | Cronologia completa delle presenze e delle reti in nazionale ― Scozia under 23 | Cronologia completa delle presenze e delle reti in nazionale ― Scozia under 23 | Cronologia completa delle presenze e delle reti in nazionale ― Scozia under 23 | Cronologia completa delle presenze e delle reti in nazionale ― Scozia under 23 | Cronologia completa delle presenze e delle reti in nazionale ― Scozia under 23 | Cronologia completa delle presenze e delle reti in nazionale ― Scozia under 23 |
| Data                                                                           | Città                                                                          | In casa                                                                        | Risultato                                                                      | Ospiti                                                                         | Competizione                                                                   | Reti                                                                           | Note                                                                           |
| ------------------------------------------------------------------------------ | ------------------------------------------------------------------------------ | ------------------------------------------------------------------------------ | ------------------------------------------------------------------------------ | ------------------------------------------------------------------------------ | ------------------------------------------------------------------------------ | ------------------------------------------------------------------------------ | ------------------------------------------------------------------------------ |
| 30-11-1966                                                                     | Wrexham                                                                        | Galles under 23                                                                | 0 – 6                                                                          | Scozia under 23                                                                | Amichevole                                                                     | -                                                                              |                                                                                |
| 1-3-1967                                                                       | Newcastle upon Tyne                                                            | Inghilterra under 23                                                           | 1 – 3                                                                          | Scozia under 23                                                                | Amichevole                                                                     | -                                                                              |                                                                                |
| Totale                                                                         |                                                                                | Presenze                                                                       | 2                                                                              |                                                                                | Reti                                                                           | 0                                                                              |                                                                                |

## Palmarès
- Coppa di Scozia: 1

Aberdeen: 1969-1970